# Cyornis banyumas
A Cyornis banyumas a madarak (Aves) osztályának verébalakúak (Passeriformes) rendjébe, ezen belül a légykapófélék (Muscicapidae) családjába tartozó faj.

## Rendszerezése
A fajt Thomas Horsfield amerikai ornitológus írta le 1821-ben, a Muscicapa nembe Muscicapa Banyumas néven.
Ez a madárfaj, egyike azoknak, melyeknek az adatait Richard Meinertzhagen, brit ezredes és ornitológus meghamisította, de Pamela Cecile Rasmussen, amerikai ornitológusnő és kutatótársa Prys-Jones helyreállítottak.

## Alfajai
- Cyornis banyumas banyumas (Horsfield, 1821)
- Cyornis banyumas coerulifrons E. C. S. Baker, 1918
- Cyornis banyumas deignani Meyer de Schauensee, 1939
- Cyornis banyumas lekhakuni (Deignan, 1956)
- Cyornis banyumas ligus (Deignan, 1947)
- Cyornis banyumas montanus Robinson & Kinnear, 1928
- Cyornis banyumas whitei Harington, 1908

## Előfordulása
Brunei, India, Indonézia, Kambodzsa, Kína, Laosz, Malajzia, Mianmar, Thaiföld és Vietnám területén honos. A Himalájában is át tud telelni.
Természetes élőhelyei a szubtrópusi vagy trópusi síkvidéki és hegyi esőerdők, cserjések, valamint vidéki kertek és városias régiók. Állandó, nem vonuló faj.

## Megjelenése
Testhossza 14-15,5 centiméter, testtömege 14–17 gramm.
|  |  |

## Életmódja
Főleg gerinctelenekkel táplálkozik.

## Természetvédelmi helyzete
Az elterjedési területe rendkívül nagy, egyedszáma pedig stabil. A Természetvédelmi Világszövetség Vörös listáján nem fenyegetett fajként szerepel.